# Kraftwerk Quilleco
Das Kraftwerk Quilleco (spanisch Central [hidroeléctrica] Quilleco) ist ein Ausleitungskraftwerk am Río de La Laja in Chile. Das Kraftwerk liegt in der Region VIII, ungefähr 35 km östlich der Stadt Los Ángeles. Ca. 8 km flussaufwärts befindet sich das Kraftwerk Rucúe.
Mit dem Bau des Kraftwerks wurde im Januar 2005 begonnen. Es ging im April 2007 in Betrieb. Das Kraftwerk ist im Besitz der Colbún S.A. und wird auch von Colbún betrieben.

## Absperrbauwerk
Am Río de La Laja wurde ungefähr 5 km unterhalb vom Auslauf des Kraftwerks Antuco eine Stauanlage errichtet, die das Wasser des Laja in einen Kanal ausleitet und zum ca. 15 km entfernten Kraftwerk Rucúe führt. Vom Auslauf des Kraftwerks Rucúe führt ein weiterer Kanal (Länge 4,4 km) sowie daran  anschließend ein Tunnel (Länge 3,2 km) zum Kraftwerk Quilleco.

## Kraftwerk
Das Kraftwerk Quilleco verfügt über eine installierte Leistung von 71 (bzw. 70) MW. Die durchschnittliche Jahreserzeugung liegt bei 422 Mio. kWh. Die beiden Francis-Turbinen mit jeweils maximal 35,88 MW Leistung wurden 2007 in Betrieb genommen.
In der Schaltanlage wird die Generatorspannung von 13,8 kV mittels Leistungstransformatoren auf 220 kV hochgespannt. Es wurde eine 300 m lange Doppelleitung als Verbindung zu einer bereits bestehenden Leitung errichtet, die zum Umspannwerk Charrúa führt.
Die Fallhöhe beträgt 59,4 m. Der maximale Durchfluss liegt bei 130 m³/s, der minimale bei 50 m³/s.

## Sonstiges
Die Gesamtkosten für das Kraftwerk beliefen sich auf 79,6 Mio. USD.
Das Kraftwerk Quilleco ist als Project 1265 bei der UNFCCC registriert.
Colbún S.A. hat sich dazu verpflichtet, dass die Restwassermenge im Laja auf der Strecke des Ausleitungskanals 6 m³/s nicht unterschreitet. Lokale Landwirte beklagten sich jedoch, dass durch die Wasserentnahme des Kraftwerks vormalig landwirtschaftlich genutzte Flussinseln nicht mehr bewirtschaftet werden können.